# Salcedo (Venetien)
Salcedo ist eine nordostitalienische Gemeinde (comune) mit 1014 Einwohnern (Stand 31. Dezember 2023) in der Provinz Vicenza in Venetien. Die Gemeinde liegt etwa 23 Kilometer nördlich von Vicenza. Bis 1889 hieß die Gemeinde Mure und war bis dahin auch Teil der Nachbargemeinde Molvena. Die Lavarda begrenzt die Gemeinde im Osten.